# Tirkšliai
Tirkšliai is een plaats in de gemeente Mažeikiai in het Litouwse district Telšiai. De plaats telt 1626 inwoners (2001).